# Seznam narodnih herojev Jugoslavije (B)
Seznam narodnih herojev Jugoslavije, katerih priimki se začnejo na črko B.

## Seznam
- Ilija Babić (1911–1976), z redom narodnega heroja odlikovan 27. novembra 1953.
- Nikola Babić Mika (1917–1941), za narodnega heroja proglašen 20. decembra 1951.
- Petar Babić (1919–2006), z redom narodnega heroja odlikovan 27. novembra 1953.
- Radomir Babić (1909–1996), z redom narodnega heroja odlikovan 10. julija 1953.
- Spasenija Cana Babović (1908–1977), z redom narodnega heroja odlikovana 5. julija 1952.
- Vlado Bagat (1915–1944), za narodnega heroja proglašen 10. septembra 1948.
- Marijan Badel (1920–1944), za narodnega heroja proglašen 6. julija 1944.
- Ilija Badovinac (1917–1944) , za narodnega heroja proglašen 20. decembra 1951.
- Đuro Baić (1921–1942), za narodnega heroja proglašen 24. julija 1953.
- Vlado Bajić (1915–2004), z redom narodnega heroja odlikovan 23. julija 1952.
- Krsto Bajić (1920–1944), za narodnega heroja proglašen 13. marca 1945.
- Simo Bajić (1906–1942), za narodnega heroja proglašen 20. decembra 1951.
- Slobodan Bajić Paja (1916–1943), za narodnega heroja proglašen 5. julija 1952.
- Filip Bajković (1910–1985), z redom narodnega heroja odlikovan 27. novembra 1953.
- Miloš Bajović (1925–1944), za narodnega heroja proglašen 24. julija 1953.
- Vladimir Bakarić (1912–1983), z redom narodnega heroja odlikovan 23. julija 1952.
- Mustafa Bakija (1920–1944), za narodnega heroja proglašen 14. decembra 1949.
- Mitar Bakić (1908–1960), z redom narodnega heroja odlikovan 20. decembra 1951.
- Rajka Baković (1920–1941) , za narodnega heroja proglašena 24. julija 1953.
- Ljubo Bakoč (1899–1942), za narodnega heroja proglašen 10. julija 1953.
- Đuro Bakrač (1915–), z redom narodnega heroja odlikovan 27. novembra 1953.
- Marko Baletić (1917–1943), za narodnega heroja proglašen 10. julija 1952.
- Janko Balorda (1917–1942), za narodnega heroja proglašen 23. julija 1952.
- Mladen Balorda (1921–1943), za narodnega heroja proglašen 5. julija 1951.
- Milutin Baltić (1920–2013), z redom narodnega heroja odlikovan 29. novembra 1953.
- Olga Ban (1926–1943), za narodnega heroja proglašena 26. septembra 1973.
- Ante Banina (1915–1977), z redom narodnega heroja odlikovan 20. decembra 1951.
- Meto Bajraktari (1916–1943), za narodnega heroja proglašen 26. decembra 1973.
- Nedeljko Barnić Žarki (1922–1944), za narodnega heroja proglašen 7. julija 1953.
- Simo Barović (1914–1943), z redom narodnega heroja odlikovan 20. decembra 1951.
- Isidor Baruh (1910–1941), za narodnega heroja proglašen 6. julija 1953.
- Karlo Batko (1907–1943), za narodnega heroja proglašen 5. julija 1951.
- Ignjo Batrnek Mali (1923–1945), za narodnega heroja proglašen 24. julija 1953.
- Maksimilijan Baće (1914–2005), z redom narodnega heroja odlikovan 24. julija 1953.
- Aleksa Backović (1912–1944), za narodnega heroja proglašen 20. decembra 1951.
- Rade Bašić (1919–1991), z redom narodnega heroja odlikovan 20. decembra 1951.
- Aleš Bebler (1907–1981), z redom narodnega heroja odlikovan 22. julija 1953.
- Muharem Bekteši (1922–1944), za narodnega heroja proglašen 5. julija 1952.
- Marko Belinić (1911 - 2004), z redom narodnega heroja odlikovan 24. julija 1953.
- Malči Belič (1908–1943), za narodnega heroja proglašena 27. novembra 1953.
- Savo Belović (1904–1942), za narodnega heroja proglašen 7. avgusta 1942.
- Jovan Beljanski Lala (1901–1982), z redom narodnega heroja odlikovan 7. julija 1953.
- Manojlo Benderać Majo (1912–1942), za narodnega heroja proglašen 20. decembra 1951.
- Mijo Benić (1916–1942), za narodnega heroja proglašen 24. julija 1953.
- Mateo Benusi Cio (1906–1951), za narodnega heroja proglašen 27. novembra 1953.
- Dragomir Benčič (1911–1967), z redom narodnega heroja odlikovan 27. novembra 1953.
- Jakob Bernard Jaka (1909–1942), za narodnega heroja proglašen 27. novembra 1953.
- Anka Berus (1903–1980), redom narodnega heroja odlikovana 24. julija 1953.
- Angel Besednjak Don (1914–1941), za narodnega heroja proglašen 27. novembra 1953.
- Hamid Beširević (1919–1943), za narodnega heroja proglašen 27. novembra 1953.
- Rafik Bešlagić (1919–1942), za narodnega heroja proglašen 24. julija 1953.
- Antun Biber Tehek (1910–1995), z redom narodnega heroja odlikovan 27. novembra 1953.
- Janez Bizjak (1911–1941), za narodnega heroja proglašen 27. novembra 1953.
- Jovo Bijelić (1914–1986), z redom narodnega heroja odlikovan 23. julija 1952.
- Božo Bilić Marjan (1913–1942), za narodnega heroja proglašen 20. decembra 1951.
- Ante Bilobrk (1919–1943), za narodnega heroja proglašen 27. novembra 1953.
- Vojislav Biljanović (1914–1972), z redom narodnega heroja odlikovan 27. novembra 1953.
- Zlatko Biljanovski (1920–2009), z redom narodnega heroja odlikovan 27. novembra 1953.
- Mojica Birta Zec (1916–1944), za narodnega heroja proglašen 5. julija 1951.
- Petar Biškup Veno (1918–1945), za narodnega heroja proglašen 14. decembra 1949.
- Stanko Bjelajac (1912 - 2001), z redom narodnega heroja odlikovan 27. novembra 1953.
- Mihajlo Bjelaković (1912–1944), za narodnega heroja proglašen 5. julija 1951.
- Krsto Bjeletić Krcun (1917–1942), za narodnega heroja proglašen 24. julija 1953.
- Nikola Bjelica Breda (1919–1944), za narodnega heroja proglašen 27. novembra 1953.
- Kosta Bjelogrlić (1900–1946), za narodnega heroja proglašen 24. julija 1953.
- Vera Blagojević (1920–1942), za narodnega heroja proglašena 6. julija 1953.
- Milan Blagojević Španac (1905–1941), za narodnega heroja proglašen 9. maja 1945.
- Jakov Blažević (1912–1996), z redom narodnega heroja odlikovan 27. novembra 1953.
- Edo Blažek (1920–1942), za narodnega heroja proglašen 27. novembra 1953.
- Mate Blažina(1925–1945), za narodnega heroja proglašen 27. novembra 1953.
- Antun Blažić (1916–1943), za narodnega heroja proglašen 5. julija 1951.
- Matija Blejc (1914–1942), za narodnega heroja proglašen 22. julija 1953.
- Stjepan Bobinec Šumski (1919–1944), za narodnega heroja proglašen 27. novembra 1953.
- Florijan Bobić (1913–1942), za narodnega heroja proglašen 20. decembra 1951.
- Miloš Bobičić (1914–1942), za narodnega heroja proglašen 20. decembra 1951.
- Stane Bobnar (1902–1986), z redom narodnega heroja odlikovan 4. septembra 1953.
- Jovan Bobot (1908–1945), za narodnega heroja proglašen 27. novembra 1953.
- Dragoslav Bogavac (1910–1942), za narodnega heroja proglašen 6. julija 1953.
- Petar Bogdan Peko (1915–1996), z redom narodnega heroja odlikovan 27. septembra 1953.
- Vojislav Bogdanović Seljo (1903–1943), za narodnega heroja proglašen 27. novembra 1953.
- Geoden Bogdanović Geco (1912–1987), z redom narodnega heroja odlikovan 24. julija 1953.
- Dimitar Bogoevski Mite (1919–1942), za narodnega heroja proglašen 1. avgusta 1949.
- Uroš Bogunović (1914 - 2006), z redom narodnega heroja odlikovan 27. novembra 1953.
- Vid Bodiroža Vicuka (1919–1945), za narodnega heroja proglašen 5. julija 1951.
- Andrija Božanić (1906–1989), z redom narodnega heroja odlikovan 27. novembra 1953.
- Petar Božinovski Kočo (1920–1970), z redom narodnega heroja odlikovan 30. julija 1952.
- Nikola Božić Jug (1910–1942), za narodnega heroja proglašen 24. julija 1953.
- Božo Božović (1907–1992), z redom narodnega heroja odlikovan 10. julija 1953.
- Vladimir Božović (1915–2010), z redom narodnega heroja odlikovan 27. novembra 1953.
- Vukosav Božović (1916–1943), za narodnega heroja proglašen 27. novembra 1953.
- Dragoljub Božović Žuća (1922–1943), za narodnega heroja proglašen 20. decembra 1951.
- Radislav Božović Raško (1910–1942), za narodnega heroja proglašen 20. decembra 1951.
- Radomir Božović Raco (1915–2000), z redom narodnega heroja odlikovan 27. novembra 1953.
- Aleksa Bojović Brko (1906–1943), za narodnega heroja proglašen 20. decembra 1951.
- Danilo Bojović (1909–1943), za narodnega heroja proglašen 11. julija 1945.
- Dušan Bojović (1914–1943), za narodnega heroja proglašen 20. decembra 1951.
- Radoš Bojović (1919–1943), za narodnega heroja proglašen 7. julija 1953.
- Nikola Bokan (1918–1944), za narodnega heroja proglašen 5. julija 1951.
- Jože Boldan Silni (1915–1994), z redom narodnega heroja odlikovan 21. julija 1953.
- Bogdan Bolta (1923–1944), za narodnega heroja proglašen 13. marca 1945.
- Stevo Boljević (1918–1943), za narodnega heroja proglašen 27. novembra 1953.
- Miodrag Bondžulić (1919–1943), za narodnega heroja proglašen 13. marca 1945.
- Petar Borojević (1916–1982), z redom narodnega heroja odlikovan 27. februara 1948.
- Jože Borštnar (1915–1992), z redom narodnega heroja odlikovan 15. julija 1952.
- Persa Bosanac (1922–1943), za narodnega heroja proglašena 23. julija 1952.
- Pero Bosić (1922–1945), za narodnega heroja proglašen 27. novembra 1953.
- Kosta Bosnić (1922–1944), za narodnega heroja proglašen 20. decembra 1951.
- Milka Bosnić (1928–1944), za narodnega heroja proglašena 17. maja 1974.
- Rajko Bosnić (1920–1942), za narodnega heroja proglašen 24. julija 1953.
- Milo Bošković (1911–1944), za narodnega heroja proglašen 27. novembra 1953.
- Jefto Bošnjak (1918–1942), za narodnega heroja proglašen 24. julija 1953.
- Edo Brajnik Štefan (1922–1983), z redom narodnega heroja odlikovan 20. decembra 1951.
- Petar Brajović (1915–1991), z redom narodnega heroja odlikovan 20. decembra 1951.
- Mirko Bračič (1915–1943), za narodnega heroja proglašen 5. julija 1951.
- Mašo Brguljan (1911–1942), za narodnega heroja proglašen 13. julija 1953.
- Toma Breulj Vuja (1916–1985), z redom narodnega heroja odlikovan 9. oktobra 1953.
- Marijan Brecelj Miha (1910–1989), z redom narodnega heroja odlikovan 27. novembra 1953.
- Ljubo Brešan Feđa (1913–1943), za narodnega heroja proglašen 5. julija 1951.
- Zvonko Brkić (1912–1977), z redom narodnega heroja odlikovan 27. novembra 1953.
- Radomir (Rade) Brkić (1913–1992), z redom narodnega heroja odlikovan 27. novembra 1953.
- Hasan Brkić (1913–1965), z redom narodnega heroja odlikovan 27. novembra 1953.
- Milenko Brković Crni (1912–1941), za narodnega heroja proglašen 5. julija 1951.
- Savo Brković (1906–1991), z redom narodnega heroja odlikovan 27. novembra 1953.
- Janko Brodarič (1922–1943), za narodnega heroja proglašen 27. novembra 1953.
- Josip Broz Tito (1892–1980), z redom narodnega heroja odlikovan trikrat: 18. novembra 1944, 15. maja 1972 in 16. maja 1976.
- Živko Bronzić (1921–1943), za narodnega heroja proglašen 30. aprila 1943.
- Leo Bruk (1910–1943), za narodnega heroja proglašen 24. julija 1953.
- Nikola Bubalo (1921–1943), za narodnega heroja proglašen 20. decembra 1951.
- Stjepan Bubanić Elektrika (1913–1943), za narodnega heroja proglašen 24. julija 1953.
- Viktor Bubanj (1918–1972), z redom narodnega heroja odlikovan 27. novembra 1953.
- Dragan Bubić (1911–1941), za narodnega heroja proglašen 27. novembra 1953.
- Divko Budak Divko (1897–1941), za narodnega heroja proglašen 24. julija 1953.
- Giuseppe Pino Budicin (1911–1944), za narodnega heroja proglašen 26. septembra 1973.
- Ivica Bujić (1913–1942), za narodnega heroja proglašen 20. novembra 1951.
- Vladimir Bukilić Pop Mićo (1919–1944), za narodnega heroja proglašen 9.10.1953.
- Franc Bukovec (1910–1942), za narodnega heroja proglašen 15. julija 1952.
- Miroslav Bukumirović Bukum (1914–1942), za narodnega heroja proglašen 7. julija 1953.
- Rade Bulat (1920–2013), z redom narodnega heroja odlikovan 24. julija 1953.
- Uroš Bulatović (1918–1988), z redom narodnega heroja odlikovan 9. oktobra 1953.
- Savo Burić (1915–1963), z redom narodnega heroja odlikovan 20. novembra 1951.
- Stanko Burić (1920–1943), za narodnega heroja proglašen 7. julija 1953.
- Marija Bursać (1921–1943), za narodnega heroja proglašena 15. oktobra 1943.
- Rifat Burdžević Tršo (1913–1942), za narodnega heroja proglašen 25. septembra 1944.
- Anka Butorac (1905–1942), za narodnega heroja proglašena 14. decembra 1949.
- Adem Buć (1914–1943), za narodnega heroja proglašen 26. julija 1949.
- Boško Buha (1926 – 1943), za narodnega heroja proglašen 20. decembra 1951.
- Mahmut Bušatlija Buš (1914–1941), za narodnega heroja proglašen 26. julija 1945.